# Карбід бору
Карбі́д бо́ру — бінарна сполука бору з вуглецем, що має формулу B4C (B12C3). За нормальних умов — чорні кристали. Уперше отриманий у 1893 році А. Муассаном шляхом відновлення оксиду бору B2O3 вуглецем при 2000 °C.

## Отримання
- Відновлення оксиду бору вуглецем (сажею):

{\displaystyle {\mathsf {2B_{2}O_{3}+4C{\xrightarrow {1900...2150^{o}C}}B_{4}C+3CO_{2}}}}
- Взаємодія простих речовин (бору і вуглецю) по перитектичній реакції:

{\displaystyle {\mathsf {4B+C{\xrightarrow {}}B_{4}C}}}
У промислових масштабах карбід бору отримують з борної кислоти (джерело бору) і нафтового коксу (джерело вуглецю).

## Кристалічна структура

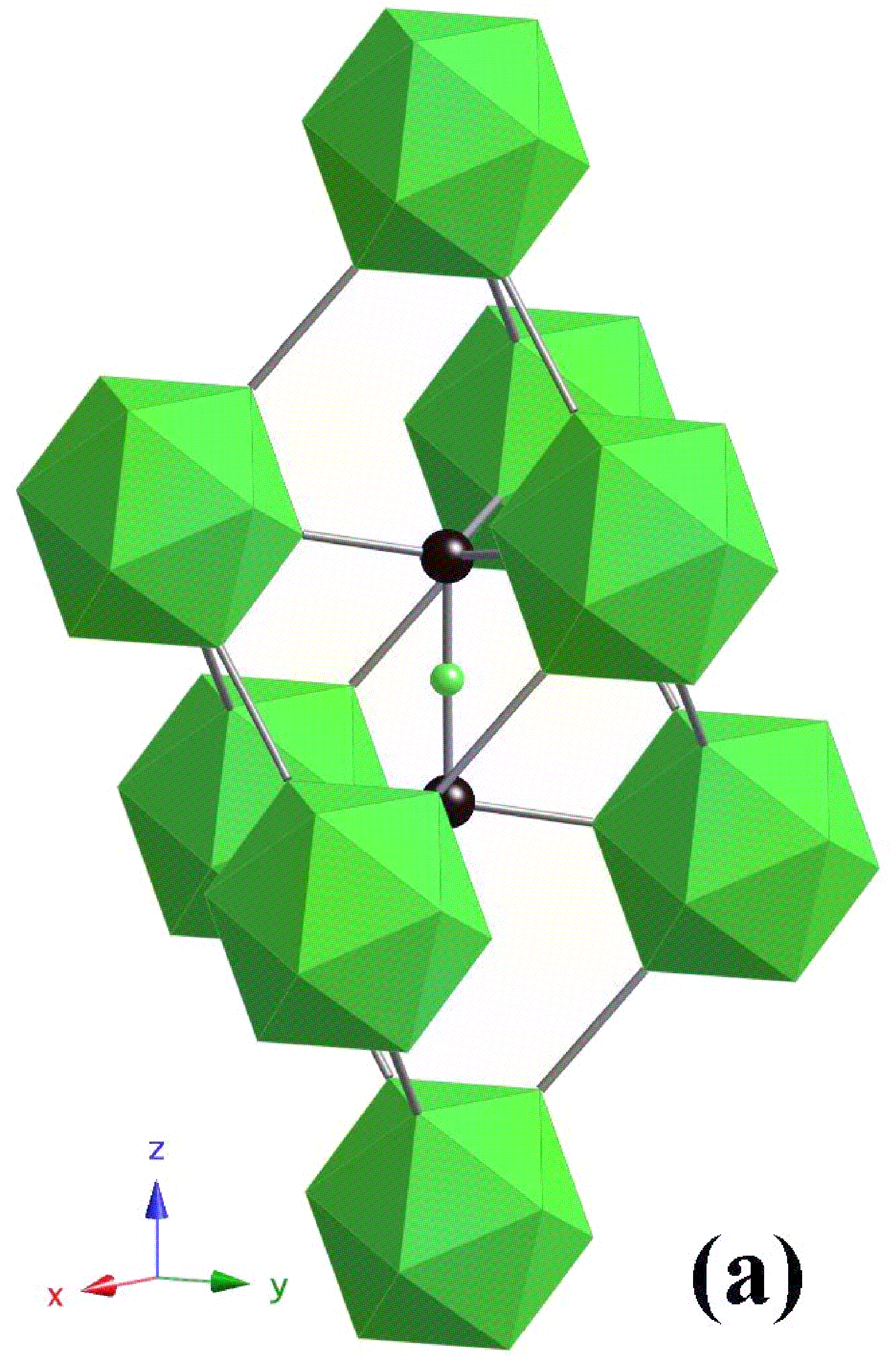
Кристалічна ґратка B_{13}C_{2}. Зеленими кульками й вершинами ікосаедра позначено атоми бору, чорними кульками — атоми вуглецю

Утворює кристали тригональної сингонії, просторова група R3m, параметри ґратки в гексагональних координатах: a = 0,5598 нм, b = 1,2120 нм, Z = 3. Елементарна ґратка містить 16 атомів, шість з яких 6 розташовані на ребрах ромбоедра, інші шість — у пустотах поблизу нетригональних вершин, 3 атоми (атоми вуглецю) займають місця на тригональній осі ромбоедра. Відповідно атоми бору в пустотах поблизу нетригональних вершин оточені п'ятьма атомами бору, що розташовані на ребрах ромбоедра й одним атомом вуглецю, тоді як атоми бору на ребрах оточені шістьма атомами бору. Звідси випливає, що усі атоми бору у ґратці мають координацію 6. Центральний атом вуглецю зв'язаний із двома іншими атомами вуглецю, а кінцеві атоми вуглецю ланцюжка C-C-C зв'язані з центральним атомом вуглецю і з трьома атомами бору, що розташовані на ребрах ромбоедра. Відстань між атомами С-С дорівнює 0,137 нм, між атомами С—В — 0,163 нм, а між атомами B-B — 0,174…0,180 нм.
В основі кристалічної структури карбіду бору також лежить ікосаедрична підґратка бору. При цьому шість атомів, що знаходяться на ромбоедричних кутах пов'язані із зовнішніми ікосаедрами, а атоми «екваторіальних» вузлів ікосаедрів зв'язані з кінцевими атомами, що розташовані на просторовій діагоналі ромбоедра.
Карбід бору як фаза має перемінний склад, вміст вуглецю у ній коливається від 9,88 до 23,40 %. Утворення твердого розчину зазвичай пояснюється заміщення атомів вуглецю на тригональній осі. Так, кристали карбіду бору, за складом близькі до B12C3 мають 60 % атомів бору на центральному розташуванні С-С-С, що встановлено з використанням методу ядерного магнітного резонансу. Наявність ланцюжка C-B-C у карбіді бору B13C2 виявили Бехер і Товено за допомогою інфрачервоної абсорбційної спектроскопії. Тому можна вважати доведеним, що замість лінійного ланцюжка С-С-С утворюється ланцюжок С-В-С.

## Фізико-хімічні властивості
Температура розкладання >2450 °C; ентальпія утворення −62 кДж/моль; ентальпія плавлення 105 кДж/моль. Теплопровідність 121 Вт/(м·К) при 300 К і 62,8 Вт/(м·К) при 970 К. Тепломісткість при постійному тиску (0 °C): {\displaystyle C_{p}^{0}} = 53,09 Дж/(моль·К). Стандартна молярна ентропія {\displaystyle S_{298}^{0}} = 27,11 Дж/(моль·К).
Густина 2,52 г/см³. Мікротвердість 49,1 ГПа; модуль пружності 450 ГПа. За твердістю переважає корунд (Al2O3), карборунд (SiC) і поступається лише алмазу і кубічного нітриду бору.
Напівпровідник p-типу; ширина забороненої зони 1,64 еВ (вище за 1870 К). Питомий електричний опір при ~20 °C: 0,001…0,1 Ом·м.
Карбід бору є однією з хімічно найстійкіших речовин. На повітрі не окиснюється за температур до 600 °C. Не розчиняється у воді, концентрованих кислотах, зате руйнується киплячими розчинами лугів. До 1250 °C не взаємодіє з азотом, фосфором і сіркою. Реагує з хлором при 1000 °C з утворенням трихлористого бору і вуглецю.
Карбід бору за температури нижчої від 1,28 К стає надпровідником.
Утворює гомогенні суміші при формульному складі від B4C до B6.5C.
Усі властивості карбіду бору є структурно-чутливими і залежать від пористості, форми і розміру зерен, їх орієнтації, кількості та виду домішок та їх розподілу в об'ємі.

## Застосування
Карбід бору застосовується для виготовлення шліфувальних абразивних матеріалів, хімічного посуду, захисних пластин для бронежилетів, в електроніці і ядерній промисловості (карбід бору, збагачений ізотопом 10B, як поглиначем нейтронів).
Карбід бору широко застосовується як складова частина сумішей для дифузійного борування сталей, тугоплавких металів, а також як основний компонент наплавних сумішей для створення зносостійких поверхонь на деталях металургійного устаткування та деталях сільськогосподарських машин. Також поширення набуло виготовлення з карбіду бору сопел піскоструменевих машин. Вироби з карбіду бору отримують методом гарячого пресування при температурі 2000…2450 °C і тиску 20…35 МПа.

## Інші карбіди бору
До карбідів бору належить також сполука B13C2. Це чорні кристали з ромбоедричною ґраткою. Тпл = 2460 °C, густина 2,46 г/см³. Є напівпровідником n-типу.